# Hengxiang Cycling Team/Saison 2013
Dieser Artikel listet Erfolge und Fahrer des Radsportteams Hengxiang Cycling Team in der Saison 2013 auf.

## Erfolge in der UCI Asia Tour
| Datum       | Rennen                                    | Kat. | Fahrer      |
| ----------- | ----------------------------------------- | ---- | ----------- |
| 23. Februar | 3. Etappe Tour de Langkawi                | 2.HC | Wang Meiyin |
| 9. Juli     | Chinesische Meisterschaft – Straßenrennen | CN   | Shan Shuang |

## Abgänge – Zugänge
| Zugänge | Team 2012 | Abgänge | Team 2013 |
| ------- | --------- | ------- | --------- |
| Shi Hao | Neoprofi  |         |           |

## Mannschaft
| Name         | Geburtstag         | Nationalität        |
| ------------ | ------------------ | ------------------- |
| Han Xuxiang  | 12. Februar 1990   | Volksrepublik China |
| Li Fuyu      | 9. Mai 1978        | Volksrepublik China |
| Liu Hui      | 17. April 1990     | Volksrepublik China |
| Liu Jianpeng | 12. März 1993      | Volksrepublik China |
| Liu Yilin    | 7. Januar 1985     | Volksrepublik China |
| Shi Hao      | 16. März 1994      | Volksrepublik China |
| Shan Shuang  | 15. April 1992     | Volksrepublik China |
| Wang Bo      | 12. September 1993 | Volksrepublik China |
| Wang Meiyin  | 26. Dezember 1988  | Volksrepublik China |
| Xing Fu      | 26. Januar 1988    | Volksrepublik China |
| Zhao Guibao  | 17. März 1991      | Volksrepublik China |